# Графство Дарем (округ)
Графство Дарем — унітарна одиниця в церемоніальному графстві Дарем, північно-східна Англія. Він охоплює колишнє не столичне графство та його сім округів: Дарем (місто), Ізінгтон, Седжфілд (район), Тісдейл, Вір Веллі, Дервентсайд і Честер-ле-Стріт. Він керується радою графства Дарем і має 136 цивільних парафій.
Район входить до складу церемоніального графства з трьома районами: Дарлінгтон, Хартлпул і Стоктон-он-Тіс (територія на північ від річки Тіс).
Площа 2232,6 км 2.

## Історія
Округ був створений 1 квітня 2009 року після злиття всіх районів і округів (за винятком районів Дарлінгтон, Гартлпул і Стоктон-он-Тіс), які вже були унітарними органами влади, і міст Гейтсхед, Джерроу, Саут-Шилдс і Місто Сандерленд вже було частиною столичного округу Тайн і Вір з 1974 року.

## Географія
В районі є кілька хуторів і сіл. Поселення зі статусом міста включають Консетт, Барнард Касл, Пітерлі, Сіхем, Бішоп Окленд, Ньютон Ейкліфф, Міддлтон-ін-Тісдейл, Шилдон, Честер-ле-Стріт, Крук, Стенгоуп, Спеннімур, Феррігілл і Седжфілд, а Дарем — єдине місто в район.

## Управління
Після місцевих виборів у Сполученому Королівстві 2021 року рада зараз знаходиться під контролем коаліції Ліберальних демократів, Консервативної партії, Незалежних і Північно-Східної партії.
Район межує на південному заході з Північним Йоркширом і на південному сході з районами Дарлінгтон, Стоктон-он-Тіс і Гартлпул. На північний схід від округу розташовані місто Сандерленд і район Гейтсхед, на північному заході Нортумберленд, Камбрія на заході.